# پاول باور

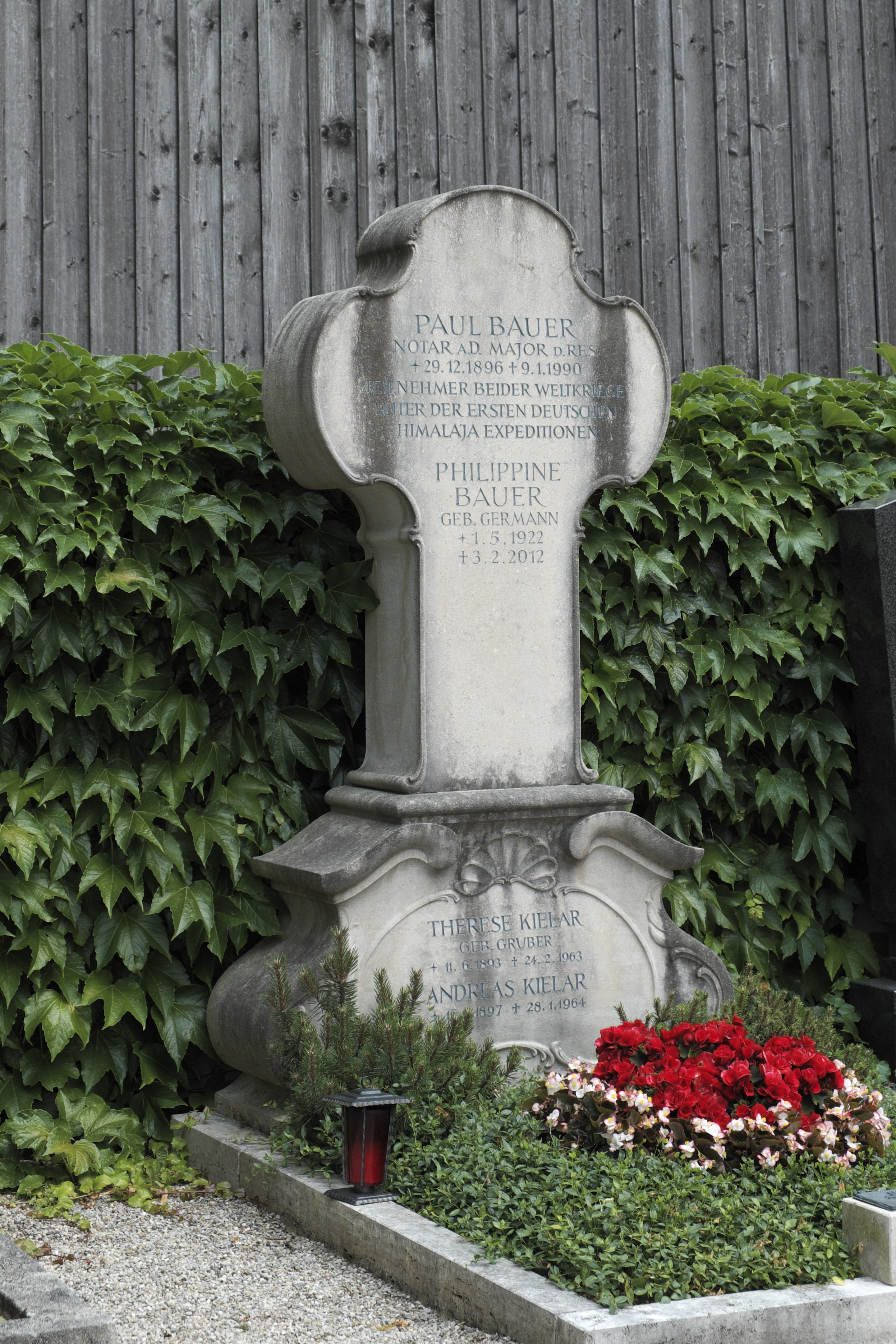
نمایی از سنگ‌مزار پاول باور

پاول باور (آلمانی: Paul Bauer; ۲۹ دسامبر ۱۸۹۶ – ۹ ژانویهٔ ۱۹۹۰) شاعر و کوهنورد اهل آلمان بود.
از افتخارات وی میتوان به کسب مدال طلا ادبیات در بخش مسابقات هنری بازی‌های المپیک تابستانی ۱۹۳۲ اشاره کرد.